# Axé Blond
Axé Blond é um grupo musical brasileiro formado em 1999 originalmente com Renata Guerreiro como vocalista. A formação mais célebre, no entanto, deu-se a partir de 2002, quando Lucynha Cintra assumiu os vocais e emplacou sucessos nacionais como "Samba Aí", "Pancadão", "Pega Essa Levada" e "Pra Quebrar".

## Carreira
Em 1998, empresários decidiram montar um grupo que misturasse pagode baiano e axé em São Paulo, escolhendo 5 semifinalistas do concurso da "Nova Loira do Tchan" como dançarinas e convidando Renata Guerreiro – até então vocalista do African Rebeat – para assumir os vocais. O grupo foi lançado em 1999 e no primeiro disco foi acompanhado do sucesso "Banho de Iemanjá". "Guriri" foi lançada como música de trabalho na sequência.
Em 2002, houve uma reformulação: as integrantes foram substituídas dançarinas profissionais e os vocais passaram para Lucynha Cintra, finalista do quadro de calouros do Programa Raul Gil.
Em 2004, o grupo fez uma turnê de 60 shows patrocinada pela empresa petrolífera Texaco. Durante este período o grupo conseguiu emplacar um sequência de músicas de sucessos como "Samba Aí", "Pancadão", "Pega Essa Levada", "Mistura Aí" e "Pra Quebrar", lançando três álbuns de estúdio e um ao vivo.
 Além disso o grupo foi destaque em 2004 na escola de samba paulistana Vai-Vai.
Em 2006, o grupo realiza uma pausa, retomando as atividades em 2015 com nova formação. A primeira música de trabalho foi “Rebolando Vem”.

## Integrantes

### 1ª formação
- Renata Guerreiro - vocalista (1998–01)[5]
- Daniela de Almeida - dançarina (1998–01)[12]
- Gizelle Maritan - dançarina (1998–01)[13]
- Jussara Soares - dançarina (1998–01)[14]
- Karol Bonatto - dançarina (1998–01)[15]
- Mell Bueno - dançarina (1998–01)
- Thaís Gattolin - dançarina (1998–01)[16]

### 2ª formação
- Lucynha Cintra - vocalista (2002–06)[17]
- Fabiana Azevedo - dançarina (2002–06)[18][19]
- Glaucea Michel - dançarina (2002–06)[18][19]
- Juliana Porto - dançarina (2002–06)[18][19]
- Patricia Lima - dançarina (2002–05)[18][19]
- Kamilla Bielawski - dançarina (2005–06)[20]

### 3ª formação
- Juliana Pasini - vocalista (2015–atual)[10][11]
- Gysele Rezende - dançarina (2015–atual)[10][11]
- Gabriella Frias - dançarina (2015–atual)[10][11]
- Paloma Garbim - dançarina (2015–atual)[10][11]
- Ariane Magri - dançarina (2015–atual)[10][11]

## Discografia

### Álbuns de estúdio
| Álbum         | Detalhes                                                                  |
| ------------- | ------------------------------------------------------------------------- |
| Axé Blond     | - Lançamento: 18 de junho de 1999 - Formatos: CD - Gravadora: Abril       |
| Vim Pra Ficar | - Lançamento: 12 de setembro de 2002 - Formatos: CD - Gravadora: Sky Blue |
| Tô de Boa     | - Lançamento: 25 de abril de 2004 - Formatos: CD - Gravadora: Sky Blue    |
| Samba Aí      | - Lançamento: 27 de janeiro de 2005 - Formatos: CD - Gravadora: Sky Blue  |

### Álbuns ao vivo
| Álbum   | Detalhes                                                               | Vendas   |
| ------- | ---------------------------------------------------------------------- | -------- |
| Ao Vivo | - Lançamento: 24 de março de 2006 - Formatos: CD - Gravadora: Sky Blue | - 25.000 |

### Singles
| Título             | Ano  | Álbum         |
| ------------------ | ---- | ------------- |
| "Banho de Iemanjá" | 1999 | Axé Blond     |
| "Guriri"           | 1999 | Axé Blond     |
| "Timbaleiro"       | 2002 | Vim Pra Ficar |
| "Pancadão"         | 2003 | Tô de Boa     |
| "Pega Essa Levada" | 2004 | Tô de Boa     |
| "Mistura Aí"       | 2004 | Tô de Boa     |
| "Samba Aí"         | 2005 | Samba Aí      |
| "Ondinha"          | 2005 | Samba Aí      |
| "Baby Baby"        | 2005 | Ao Vivo       |
| "Pra Quebrar"      | 2006 | Ao Vivo       |